# José María de Albert Despujol
José María de Albert Despujol, Peralta y Pujol de Senillosa, barón de Terrades (Barcelona, 24 de abril de 1886-24 de marzo de 1952) fue un político e industrial algodonero español. Fue alcalde de Barcelona, procurador en Cortes y presidente de Fomento del Trabajo Nacional.

## Biografía
Hijo de una familia de industriales relacionada con el rey Alfonso XIII, en 1921 este le concede la baronía de Terrades. Casado el 1 de junio de 1909 con María del Carmen Muntadas Estruch, II condesa de Santa María de Sans, miembro de la familia Muntades que en 1847 había fundado la fábrica España Industrial. José María de Albert se convirtió en director general de la empresa.
Durante la Segunda República Española se mantuvo monárquico y simpatizante del partido Renovación Española. Al comenzar la guerra civil española, huyendo de la represión republicana, se exilió en Italia y después pasó a Sevilla donde se incorporó al Alzamiento Nacional.
La fábrica fue colectivizada entre los años 1936-1939, y devuelta a sus propietarios una vez terminada la guerra civil española.
En 1941, el Barón de Terrades fue elegido Presidente de Fomento del Trabajo Nacional, en el proceso de reconstitución de la entidad tras la guerra civil española, presidencia que ostentó hasta su fallecimiento.
Propietario agrícola, principalmente en el término municipal de Pont de Molins (Gerona). Allí, fue dueño de la Masía Aloy, que continúa en la actualidad en manos de la familia Albert. Fue fundador de las Bodegas de vino denominadas "Baronía de Terrades".

## Alcalde de Barcelona y procurador en Cortes
En 1945 fue nombrado alcalde del Ayuntamiento de Barcelona, en sustitución de Miguel Mateu Pla, en un consistorio que tuvo como primer teniente de alcalde a José Ribas Seva, delegado de Reconstrucción (después "Urbanización y Ensanche") a Carlos Trías Bertrán, y de Cultura a Tomás Carreras Artau, entre otros.
Durante su mandato se constituyó el Instituto Municipal de la Vivienda de Barcelona (1945), para luchar contra el chabolismo y la precariedad de viviendas. También se cubrió el último tramo del tren de Sarriá, conocidos en la actualidad como los Ferrocarriles de la Generalidad de Cataluña.
También fue procurador en Cortes desde el 26 de abril de 1945, al ser miembro nato por su condición de alcalde de Barcelona. Participó durante la I Legislatura de las Cortes Españolas (1943-1946), continuando durante la II Legislatura de las Cortes Españolas (1946-1949). Repitió cargo en la III Legislatura de las Cortes Españolas (1949-1952), hasta el 13 de marzo de 1951, cuando cesó como alcalde y, en consecuencia, como procurador. Cesó a causa de su mala gestión durante la Huelga de Tranvías, cuando durante dos semanas la población se negó masivamente a utilizar el transporte público. Le sustituyó Antonio María Simarro Puig.

## Condecoraciones
El 8 de junio de 1949 le fue impuesta por el Ministro de Marina la Gran Cruz al Mérito Naval a bordo del crucero Méndez Núñez anclado en el puerto de Barcelona.